# Montferrier-sur-Lez
Montferrier-sur-Lez är en kommun i departementet Hérault i regionen Occitanien i södra Frankrike. Kommunen ligger i kantonen Montpellier 2e Canton som tillhör arrondissementet Montpellier. År 2022 hade Montferrier-sur-Lez 4 117 invånare.

## Befolkningsutveckling
Antalet invånare i kommunen Montferrier-sur-Lez
Referens:INSEE